# El Tránsito, Honduras
El Tránsito är en ort i Honduras.   Den ligger i departementet Departamento de Ocotepeque, i den västra delen av landet, 190 km väster om huvudstaden Tegucigalpa. El Tránsito ligger 1 098 meter över havet och antalet invånare är 1 025.
Terrängen runt El Tránsito är huvudsakligen kuperad, men österut är den bergig. Runt El Tránsito är det ganska glesbefolkat, med 45 invånare per kvadratkilometer. Närmaste större samhälle är San Marcos, 4,0 km nordväst om El Tránsito.  